# Operation Cycle
Schlacht um die Niederlande

Maastricht – Mill – Den Haag – Rotterdam – Zeeland – Grebbeberg – Afsluitdijk – Bombardierung von Rotterdam
Invasion von Luxemburg

Schusterlinie
Schlacht um Belgien

Fort Eben-Emael – K-W-Linie – Dyle-Plan – Hannut – Gembloux – Lys
Schlacht um Frankreich

Ardennen – Sedan – Maginot-Linie – Weygand-Linie – Arras – Boulogne – Calais – Dünkirchen (Dynamo – Wormhout) – Abbeville – Lille – Paula – Fall Rot – Aisne – Westalpen – Cycle – Saumur – Lagarde – Aerial – Fall Braun

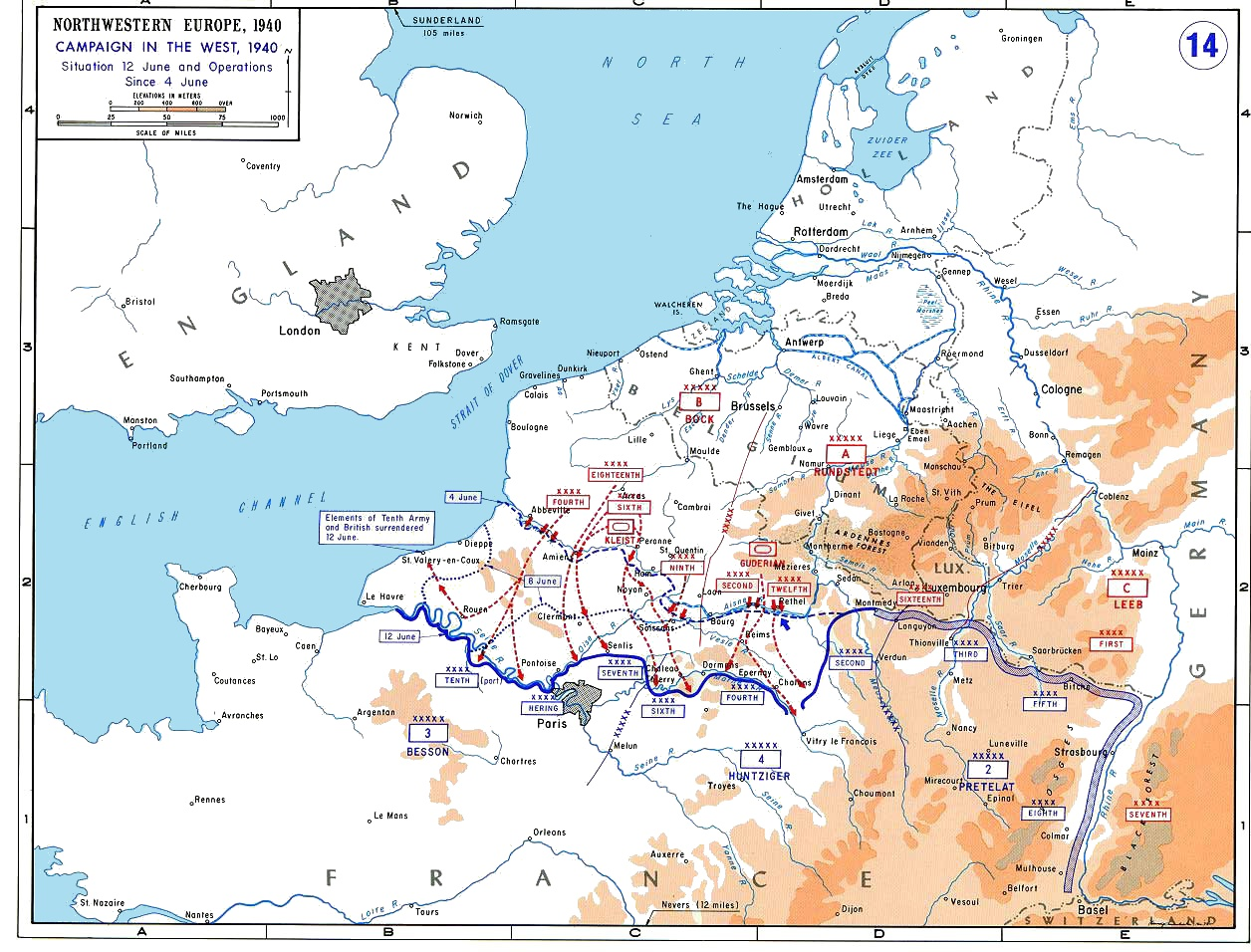
Lageentwicklung bis 12. Juni 1940

Operation Cycle war die Evakuierung alliierter Truppen aus Le Havre und dem Pays de Caux in der Haute-Normandie zwischen dem 10. und 13. Juni 1940 gegen Ende der Schlacht um Frankreich im Westfeldzug des Zweiten Weltkriegs.
Es gelang im Rahmen der Operation, 11.059 alliierte Soldaten nach England zu evakuieren.
Nachdem die Somme-Linie von Wehrmacht-Truppen durchbrochen worden war, versuchten die britische 1st Armoured Division und die 51st (Highland) Division sowie französische Einheiten, sich an die Küste zurückzuziehen.
Der als Truppentransportschiff requirierte Passagierdampfer Bruges wurde am 11. Juni 1940 von Luftwaffe-Flugzeugen beschädigt und vom Kapitän auf Grund gesetzt, um sein Sinken zu verhindern. Britische Zerstörer und kleine Boote setzen die Evakuierung fort.
Am 10. und 11. Juni wurde ein Rettungsversuch entlang einer Linie von Saint-Valery-en-Caux nach Veules unternommen. Er war nur teilweise erfolgreich, weil dichter Nebel die Operationen behinderte. 2.137 britische und 1.184 französische Soldaten konnten sich einschiffen; die übrigen, darunter mehr als 6.000 Mann der Highland Division, gerieten in Kriegsgefangenschaft.
Der Operation Cycle ging die bekanntere Operation Dynamo voraus, die vom 26. Mai bis zum 4. Juni 338.226 vor allem britische und französische Truppen aus Dünkirchen rettete; auf Cycle folgte die Operation Ariel, bei der zwischen dem 14. und 25. Juni mehr als 215.000 Soldaten von Cherbourg, Saint-Malo und anderen Häfen aus evakuiert wurden.